# Intro: Persona
"Persona" là một bài hát của nhóm nhạc nam Hàn Quốc BTS và là bài hát solo của thành viên RM trong album phòng thu thứ tư của nhóm, Map of the Soul: 7 (2020), được phát hành dưới dạng kỹ thuật số vào ngày 12 tháng 4 năm 2019 và sau đó được đưa vào album.

## Quảng bá
Big Hit đã quảng bá bài hát trong một tweet khi phát hành. Bao gồm kế hoạch quảng bá bài hát, cùng với album, trong chuyến lưu diễn Speak Yourself Tour sắp tới.
Bài hát được biểu diễn lần đầu tiên tại lễ trao giải Melon Music Awards năm 2019 vào ngày 30 tháng 11 năm 2019.

## Video âm nhạc
Video âm nhạc được đạo diễn bởi Choi Yong-seok và được đồng đạo diễn bởi Guzza của Lumpens. Yoon Ji-hye và Park Hye-jeong, cũng từ Lumpens là trợ lý giám đốc, và Nam Hyun-woo của GDW là giám đốc hình ảnh. Giám đốc nghệ thuật là Park Jin-sil Park và Kim Bo-na trong khi đội trợ lý nghệ thuật là Ahn Ye-min và Kim Gyu-hee. Chỉ đạo ánh sáng là Song Hyun-suk của Real Lighting và quản lý nghệ sĩ là Kim Shin-gyu, Kim Se-in, Kim Dae-young, Kim Su-bin, Bang Min-wook, Lee Jung-min, An Da-sol, và Park Jun-tae. Nhóm sáng tạo hình ảnh bao gồm Kim Sung Hyun, Lee Sun-kyoung, Kim Ga-eun và Lee Hye-ri.
Video liên quan đến hình ảnh và âm thanh khác nhau từ concept của Skool Luv Affair mà nhóm đã có vào năm 2014. Trong suốt đoạn phim, RM có thể được nhìn thấy đang đọc rap trong một lớp học trống trải và nói chuyện với một nhóm sinh vật cơ khí hóa. RM phải đối mặt với nhiều phiên bản khác nhau của bản thân với những cụm từ như "nhân cách", "bóng tối" và "cái tôi" liên quan đến lý thuyết tâm lý học của Carl Jung. Trong bài hát anh đã đọc rap, "Cái bóng của tôi, tôi đã viết và gọi nó là 'sự do dự'." Theo lý thuyết của Jung, một "cái bóng" đại diện cho mặt tối trong nhân cách của một người. RM dường như bắt đầu đọc rap từ góc độ cái bóng của anh, kể về những sai sót của anh qua nhịp của một cây đàn guitar. Nhưng RM cũng tìm thấy sức mạnh trong việc giải quyết những bất an này. Ngoài ra, anh mặc một chiếc áo khoác có biểu tượng "Đừng chú ý đến người đàn ông đằng sau bức màn", điều này có thể ám chỉ những lời dạy của Carl Jung về việc có 2 phiên bản của chính mình, người mà mọi người nhìn thấy và người đứng sau bức màn ẩn.
Các robot trong video âm nhạc được tạo ra bởi 3D Humanoid và CGI của RM được thực hiện thông qua ghi hình chuyển động. Video âm nhạc đã đạt 5 triệu lượt xem trong 7 giờ.

## Sáng tác và lời bài hát
Bài hát thuộc thể loại hip hop và trap, và âm thanh guitar. Nó cũng lấy bản mẫu của bài hát "Intro: Skool Luv Affair" từ mini album cùng tên năm 2014.
Nửa đầu của bài hát đặt ra những câu hỏi nội tâm về sự tồn tại và khiếm khuyết của RM, trong khi nửa sau khuyến khích anh nên nắm lấy những phẩm chất này. Cách viết tương tự như cách viết nhật ký. RM cũng đề cập đến những tranh cãi trong quá khứ trong lời bài hát của "Persona", đọc rap "Ba âm tiết của tên tôi và từ 'nhưng' phải đứng trước bất kỳ âm tiết nào trong số đó". Thuật ngữ "Nhưng Namjoon" (tên khai sinh của RM) đã được một số người hâm mộ trong cộng đồng K-pop sử dụng khi một trong những [nghệ sĩ yêu thích] của họ làm điều gì đó có vấn đề và họ muốn chuyển sự chú ý sang RM, với mục đích biện minh cho nghệ sĩ [yêu thích] của họ. Theo Kelly Wynne của Newsweek, "Hành động lấy 'nhưng Namjoon' [...] có thể được so sánh với các nghệ sĩ khác sử dụng lời nói căm thù chống lại họ để làm lợi thế sáng tạo của riêng mình", chẳng hạn như Taylor Swift lấy biểu tượng con rắn và sử dụng nó như một biểu tượng quyền lực cá nhân. Wynne cũng gọi bài hát là một bài "phân tích hoàn toàn về định nghĩa của bản thân", đặt câu hỏi về bản thân lên người nghe.

## Đón nhận
Natalie Morin của Refinery29 gọi bài hát là đầy màu sắc và năng động, trong khi Kelly Wynne từ Newsweek cho biết bài hát là một "phần mở đầu phù hợp" cho album và nó "táo bạo và tự tin.

## Giải thưởng
| Phê bình/Xuất bản   | Danh sách                                     | Vị trí | Nguồn  |
| ------------------- | --------------------------------------------- | ------ | ------ |
| Rolling Stone India | 10 video âm nhạc K-pop xuất sắc nhất năm 2019 | —      | [ 16 ] |

## Bảng xếp hạng
| Bảng xếp hạng (2019)    | Vị trí cao nhất |
| ----------------------- | --------------- |
| Hungary (Single Top 40) | 22              |
| Lithuania (AGATA)       | 39              |
| Malaysia (RIM)          | 14              |
| Hàn Quốc (Gaon)         | 34              |
| Anh Quốc Indie (OCC)    | 17              |